# 昭和不老不死伝説 バンパイア
『昭和不老不死伝説 バンパイア』（しょうわふろうふしでんせつ バンパイア）は、徳弘正也による日本のSF漫画作品。途中より『近未来不老不死伝説 バンパイア』（きんみらいふろうふしでんせつ バンパイア）に改題。

## 概要
「昭和不老不死伝説 バンパイア」（以下、昭和編）のタイトルで『スーパージャンプ』（集英社）2005年2号より2006年18号まで連載。翌号より「近未来不老不死伝説 バンパイア」（同、近未来編）に改題の上で同誌において連載を継続していたが、2008年11号にて連載終了し完結。単行本はジャンプ・コミックス デラックスより発売。『昭和編』が全5巻、『近未来編』が全5巻発売されている。
『昭和編』では2004年の東京を舞台に、不老不死のバンパイア・マリア、そして彼女を守る超能力者・本田昇平と、様々な理由から彼女を付け狙う人間達の戦いを描く。『近未来編』では主人公を本田マリア（昇平の妹として育てられた『昭和編』のマリアの子供）に変更し、クーデターによって宗教と軍人が支配する異常な独裁国家となった2014年の日本を舞台としている。
昭和編の時代設定が昭和ではないのにそのようにサブタイトルについているのは、題名が「バンパイア」だけだと寂しいから、マリアのような存在がバンパイアと呼ばれるようになったのが昭和時代からであることが理由だが、後に「不老不死伝説」だけにしておけば良かったと思っている旨を述べている。
作者特有のギャグや下ネタは健在であり、本作において一種のシチュエーション・コメディになっているが、それまでの作品と比べて下ネタが減った理由として、本作は人間が天使的な思想を持つと、結果的に野獣的なものになっていくという難しいテーマを扱っており説明の箇所が増えているから、狂四郎2030はロックとするとバンパイアはバラードという風に意図的にテンポを変えている、本作の考えは山本七平の「空気」の研究をエッセンスとしていると述べている。

## あらすじ
昭和編
バンパイアであるマリアは不老不死に取り付かれた人間達との戦いをその長い人生において幾度となく繰り返してきた。そして2004年、再び不老不死に取り付かれた人間との戦いが近い事を感知したマリアは超能力を持った高校生本田昇平を見つけ出し、彼の能力を強化し始める。十文字家の刺客がマリアに襲いかかる中、十文字家の中にいながら、マリアを神と崇めるマリア会を設立した十文字篤彦も本格的に動きはじめ、様々な思惑が交差することとなる。
近未来編
2010年に起きたマリア会の軍事クーデターにより日本は、民主主義が消滅し、マリアを神と崇め「正義は必ず勝ち正直者は報われる」ことを教義とするマリア律法が全てに優先し異を唱えるものを排除するディストピアと化していた。2014年、マリアの生まれ変わりである本田マリアは昇平の妹として育ち普通の女子高生となっていたが、政権内部の権力闘争に巻き込まれていく。

## 登場人物

### 主要登場人物
マリア
巨乳で美人なバンパイア。浅草でストリップティーズの踊り子をしている。表向きは21歳と言っているが、物語開始時の体は4歳。屋形船に住んでいる。基本的には人間に対して好意を持ち性格も優しいが、不老不死に取り付かれ自分を狙ってくる人間達に対しては一切容赦せず、殺すこともためらわない。自分を狙う組織が現れると覚醒者（超能力者）を探し出し、共に組織を壊滅させる。常に自分を狙う組織と戦ってきたため、その戦闘能力は非常に高く、武芸百般に通じている。ファンを装い近づいてきた唐沢に襲われたことにより、人間との戦いが近いことを感知し、超能力者を探し昇平と出会う。一時は昇平と離別し、山中で暮らすが、昇平の必死の探索で再会。
本田 マリア（ほんだ - ）
近未来編に登場する第二のマリア。寿命が近づく前に生まれたため不完全なバンパイアとなっているが、先代マリアの記憶と力を引き継いでいるため決して弱いわけではない。
大和のマリア（やまと - ）
マリア会の革新派が神と称えるマリアのクローン。マリア会の傀儡として利用されている。

本田 昇平（ほんだ しょうへい）
16歳の高校生で足立区在住。祖母と二人暮しをしている。両親と産まれて間もない妹を惨殺されたショックによって10歳にして言葉を失う。元々わずかな念動力を持っていたが、マリアと性行為（キス等）によるカタルシス（浄化）を受け才能を開眼し、テレパシー（触れた相手の心を読む）・念動波（サイキック）も使えるようになり、言葉も取り戻す。だが同時にうわべだけで馴染んでいた周囲が豹変し、不信と嫌悪の目を向けられることになる。以降マリアのパートナーとなるべく共に超能力の修行を積む。篤彦との接触によって彼の考えに共感し、「マリアには秘密」という約束で1級天使としてマリア会に入会する。しかし、梅津同様に現実のマリアと篤彦の中のマリアの違いに気付き、彼の考え方に対し疑念を抱くようになる。近未来編では別人のようにたくましい体付きの青年となり、本田マリアの兄として支えているが能力は弱まっている。

### マリア会
10年前に篤彦と梅津の2人からはじまる。当初はマリアを守ることが目的であったが、次第に目的はマリアを神とした新国家の樹立へと変質して行く。信者は篤彦の独断によって1級天使、2級天使、天使候補生とランク付けさる。2級天使は20人おり、1人を除き中央本省庁の若きエリート達。天使候補生は5万人の陸上自衛隊員によって構成されており、新国家樹立のクーデターを起こすために備えている。教義は篤彦がマリアとの生活の中で聞いたマリアの言葉を後年まとめたとされる「マリア律法」。ただし実際にどこまでが本当にマリアの言葉であるかは疑わしく、実際のマリアの言葉であっても篤彦に都合良く解釈されている。「教祖」という言葉は使ってはいないものの、実質的に篤彦が教祖である。
十文字 篤彦（じゅうもんじ あつひこ）
マリア会の創設者であり、最高権力者。また十文字化粧品副社長であり、比丘尼クラブNo.5、青のマスター。歳は40。古田タミによって助命された叶密子の息子であり、10歳まではマリアに育てられた。その後タミに引き取られて養子となり、成人後は弁護士の職に就く。10年前に十文字家からの仕事を請け負い信頼を得ることとなり、所蔵していたマリアの右腕（太平洋戦争中に失った物）を見せられる。この際にいつか十文字家はマリアに迫ることを確信し、マリアを守るためにあえて敵陣の中へ身を投じることを決意し、愛子に近づき結婚する。愛子の婿であることを割り切って十文字家と共に活動しているが、心底から愛子を忌み嫌っていた。以降仕事において見事な手腕を発揮し、正統な血族ではないながらも比丘尼クラブに身を列することとなる。また同じく10年前に梅津と2人でマリア会を設立し、自衛隊員を中心にマリア会の信者を増やしていく。マリア会においては信者には自身を「あーちゃん」と呼ばせている（「あーちゃん」は幼少期にマリアから呼ばれた愛称）。極めて強力なマインドコントロール技能を持ち、十文字 護弘を完全に己の制御下に置き、自分自身を含めるマリア会のほぼ全員を教義で洗脳している（昇平のみ自力で解除）。唐沢に唆されコモンセンス社のマリア捕獲作戦のときにマリアたちを見殺しにした。その後、用済みと判断した唐沢によって射殺されマリア会の歴史から抹殺されていたが実は姿を変え、後述の影山隆としてマリアに近づく。
梅津 直人（うめづ なおと）
元刑事の65歳の老人で、通称は「（梅津の）おっさん」。マリアファンクラブ会長。10年前、駅のホームから線路に落ちた人を助けようと線路に降り、自身も轢かれそうになった所をマリアに救出され、良き知り合いになる。その後、彼に近づいてきた篤彦と共にマリア会を設立。マリア会においては唯一マリアとの接触を許された1級天使。マリア会に所属しながら、マリアを神として崇めてはおらず、一人の女性として惚れているが故、彼女を守ろうとしている。マリアとしばらく行動を共にしていたため、自身の周囲から人間の心の声が聞こえるようになる。篤彦の行動に疑問を感じ始め、マリアに篤彦の秘密を打ち明けようと決心した直後、唐沢によって遠方からの狙撃により死亡。
石川 光蔵（いしかわ みつぞう）
平山によって3年かけて洗脳された殺人マシーン。通り魔を装い愛子を殺害。その後、自身も自殺。
平山 猛（ひらやま たけし）
2級天使で唯一官僚ではなく、集英病院に勤務する。石川を洗脳して十文字愛子を殺害。成功後1級天使に格上げされる。近未来編ではマリア会教祖であり原理派のリーダーだが裏では愛人を持ち隠し財産を蓄えている。
小谷 清子（こたに きよこ）
2級天使で若手官僚。近未来編では原理派に属しているが実は革新派の阿南将軍の愛人であり昇平を騙して天使たちを暗殺させていた。

### 十文字グループ
東洋最大の美容グループ。内部に秘密結社として、マリアの右腕から不老不死を研究する比丘尼クラブがあり、会員に天命丸を販売している。
十文字 時子（じゅうもんじ ときこ）
十文字グループ総帥であり、十文字ビューティーコーポレーション代表取締役会長。また、十文字ビューティーコーポレーションの株の36%を持つ筆頭株主。比丘尼クラブにおいては「親様」と呼ばれる。
十文字 護弘（じゅうもんじ もりひろ）
時子の長男で、十文字ビューティーメイト代表。比丘尼クラブでは赤のマスター。篤彦を懐刀としており、彼の意見を尊重するため、出来るだけ違法行為などのリスクを回避しようとしている。親族の中において、最も穏健派に近い人物。
十文字 美宝子（じゅうもんじ みほこ）
時子の長女でいくつかの十文字関連会社の代表取締役。比丘尼クラブでは白のマスター。マリアの捕獲に傭兵を使うことを提案する過激派。
十文字 ひとし（じゅうもんじ ひとし）
時子の次男で十文字美容芸術大学の理事長。比丘尼クラブでは黒のマスター。愛子の殺害をマリアによる物だと思い込み、「殺られる前に殺る」ため、マリアの殺害を極道の白泉会に依頼する。
十文字 愛子（じゅうもんじ あいこ）
時子の次女であり、篤彦の妻。十文字化粧品の形だけの社長で、絵に描いたような悪女。比丘尼クラブには所属していない。下等生物を見る様な視線で自分たちを見る篤彦に気付き、篤彦が十文字に近づいてきた理由を調べ始め、遂にマリアと篤彦の接点を知ったが、マリアクラブの一員によって通り魔事件に偽装され殺害される。40歳没。
萩谷（はぎたに）
比丘尼生命科学研究所の所長。マリアの腕を科学的に研究している。その研究の副産物として出来たのが天命丸である。

### その他
唐沢（からさわ）
5年前、不法入国の中国人の息子として地元のチンピラのボスをしていた所を篤彦に会い、その力を買われて側近となる。しかし、その正体は世界第2位の軍需産業コモンセンス社のスパイであり、計画的に篤彦へと近づいてきていた。篤彦をも上回る強力なマインドコントロール技能を持ち、その力でマリア会に食い込み乗っ取っていく。非常に優れた戦闘能力を持ち、銃器の扱いだけでなく、格闘術は篤彦も認めるほど。
ばあちゃん
本名は不明。昇平の祖母で、両親亡き後の昇平を引き取り育てる。認知症が始まっているが、時折鋭い言動を発する。過去にマリアらしき人物に会ったことがある節がある。
久保（くぼ）
マリアファンクラブ副会長。マリアに寝床として屋形船を提供している。
古田 タミ（ふるた タミ）
40年前の25歳時に東京でトルコ嬢（今のソープ嬢）として働いていた所を、予知能力を持つ覚醒者としてマリアに見出され、闇の霊神会を滅ぼすのに協力した女性。その際、まだ赤ん坊であった教祖の息子（篤彦）を自分が育てるから助ける様にとマリアに懇願し救う。そして育児資金を稼ぐまでの10年間はマリアが育てる様に依頼し、約束通り10年後に迎えに来る。九州の筑豊炭鉱の生まれで、ガス爆発で両親を失い東京へと出て来ていた。マリアが人間に対する大半の不信を無くし、子供（人間）好きな性格となるきっかけになった人物。
叶 密子（かのう みつこ）
闇の霊神会の教祖で、篤彦の実母。40年前にマリアに襲いかかってきたが、古田タミの協力を得たマリアによって殺害される。

### 近未来編からの登場人物
田中（たなか）
本田マリアのクラスメイト。愛称：ブーちゃん。念動力を持つ覚醒者。
影山 隆（かげやま たかし）
本田マリアのクラスにきた転校生。原理派、革新派にも属していないサイボーグ戦士。マリアを神と崇め命をかけて守る。その正体は死んだはずの十文字篤彦。
阿南（あなん）将軍
革新派リーダー。元々は自衛隊のトップだったがマリアと比丘尼クラブの存在を知り不老不死に取り付かれクーデターに参加した。謀略を駆使して本田マリアを陥れ、原理派を抱き込もうとしていた。私利私欲の人物だが現実主義者で現在の体制の危険性を見抜きその破滅を防ごうとしていた。

## 用語
バンパイア
今作における「バンパイア」は吸血鬼ではなく、ヒトに酷似した別個の生物を指す。ヒトとの差は以下の物が挙げられる。
- 驚異的な身体能力と回復力
- 近しい人間の超能力を覚醒させる力
- 外見上は老化がないこと
- 無性生殖で生まれ変わって行くこと
- 成長が非常に早いこと

銃で撃たれても数分後には傷が塞がる驚異的な回復力をもつが、一日一時間の睡眠を取らなければ効力が落ちる。この睡眠の最中はどんなことをしても決して起きない。個体の寿命は最長60年程で、寿命が近づくと子供を産む。新しく産まれた子は親と瓜二つであり、親が得た知識・記憶もほぼそのまま受け継ぐ。このため親と子の差は殆ど無く、人間達からは不老不死の存在として見られてきた。驚異的な回復力を持ち、人間と比較すると遥かに死に難いことは事実であるが、子を産んだ親は死に、首を切られ心臓をえぐり取られれば死ぬため、不死というのは正しくはない。無性生殖ながら、性欲は有しており人間との性交を行う。この他も生活形態は人間と変わりなく、普段は人間に紛れて生活している。なお、寿命が近づく前に子供を産むことも可能だが、その場合は伝達が完全でないため、産まれた子供は驚異的な回復力を失っていたりと様々な問題が発生する。容姿・知識・記憶を受け継ぐこと自体は問題ない模様だが、前述のとおり引き継がれた記憶も主観的な感情までは引き継がれないため世代ごとに若干の変化は存在する。
覚醒者
マリアが自分を狙う存在に気が付く度に探し出す、特異な能力を持った人間。その力は予知能力、念動力など様々、マリアとの性行為などを含めた接触によってその力を強めることが出来る「カタルシス」（浄化）。殆どの覚醒者は予知能力者で昇平のような念動力の使い手は稀との事。
闇の霊神会（やみのれいじんかい）
叶密子を教祖とした3千人程の規模のカルト教団。40年前にマリアを狙い襲いかかってきたが、古田タミの協力を得たマリアが教祖一族を殺害したことにより解体した。
比丘尼クラブ
十文字一族が結成した不老不死を探求する秘密結社。会員に天命丸を与えるため政財界に多くの会員を持つ。マリアを狙うが彼女の反撃によって白泉会が瓦解したために断念。首領の十文字 時子は引退し後を継いだ護弘によって本業の十文字ビューティーコーポレーションの後方支援のみに運営されるようになった。
天命丸（てんめいがん）
比丘尼クラブでマリアの右腕の研究から開発された延命薬。飲む事によって3年間寿命が延びるが、健常者が飲むと逆に3ヶ月で死ぬこととなる。化学的な効用は一切解明出来ていない。比丘尼クラブの会員にだけ1億6千万円相当で販売される。
白泉会
広域暴力団。比丘尼クラブに依頼されマリアを狙うが逆に会長一家を皆殺しにされ組織がバラバラになった。
コモンセンス社
世界第2位の規模を誇るアメリカの軍需産業。世界中の紛争の挑発と戦火の拡大をさせて、アメリカ政府も動かせる。後にマリア捕獲を企む。
原理派
本田マリアを神とみなしマリア律法に忠実な現状維持派。20天使と軍の半数にあたる兵士15万から構成されている。
革新派
本田マリアを神と認めずマリア律法を変えようとしている改革派。軍首脳と残り半数にあたる兵士15万から構成されている。マリアの右腕から作られた思考能力のないクローン「大和のマリア」を神として祭り上げ、彼女から生まれた娘を使って原理派と融合しようとしている。

## 書誌情報
全て、徳弘正也著、集英社刊〈ジャンプ・コミックス デラックス〉
- 昭和不老不死伝説バンパイア
  1. 2005年6月8日初版発行、ISBN 978-4088595139
  2. 2005年10月9日初版発行、ISBN 978-4088595320
  3. 2006年2月8日初版発行、ISBN 978-4088595627
  4. 2006年6月7日初版発行、ISBN 978-4088595818
  5. 2006年11月7日初版発行、ISBN 978-4088596068
- 近未来不老不死伝説バンパイア
  1. 2007年5月7日初版発行、ISBN 978-4088596426
  2. 2007年7月9日初版発行、ISBN 978-4088596549
  3. 2007年11月7日初版発行、ISBN 978-4088596761
  4. 2008年3月9日初版発行、ISBN 978-4088596938
  5. 2008年7月4日初版発行、ISBN 978-4088597157